# Campeonato Nacional B 2014-15 (Bolivia)
El Campeonato Nacional B Simón Bolívar 2014/15, o simplemente Nacional B, fue la 26.ª edición del torneo de la Copa Simón Bolívar, se realizó entre el 18 de octubre de 2014 y el 2 de mayo de 2015.
El campeón del torneo fue Ciclón que ascendió a la Liga del Fútbol Profesional Boliviano para la Temporada 2015/16.

## Formato
Participaron los clubes campeones de las 9 asociaciones departamentales, el campeón del Torneo Nacional Interprovincial 2014, los 3 primeros lugares de la Copa Bolivia 2014 y los 2 últimos equipos en descender de la Primera División de Bolivia.
El campeonato se dividió en dos fases: la primera fase fue de grupos y la segunda un hexagonal final todos contra todos.

### Datos de los equipos
| Equipo | Equipo                   | Condición                                    | Localidad               | Estadio                   | Capacidad |
| ------ | ------------------------ | -------------------------------------------- | ----------------------- | ------------------------- | --------- |
|        | Atlético Bermejo         | Subcampeón de la Copa Bolivia 2014           | Bermejo                 | Fabián Tintilay           | 4.000     |
|        | Aurora                   | Relegado LFPB 2013/14                        | Cochabamba              | Félix Capriles            | 32.000    |
|        | Ciclón                   | Campeón ATF 2013/14                          | Tarija                  | IV Centenario             | 20.000    |
|        | Destroyers               | Campeón ACF 2013/14                          | Santa Cruz de la Sierra | Ramón Tahuichi Aguilera   | 33.000    |
|        | El Torno FC              | Campeón Copa Bolivia 2014                    | El Torno                | Municipal de El Torno     | 5.000     |
|        | Enrique Happ             | Campeón AFC 2013/14                          | Shinahota               | Municipal de Shinahota    | 10.500    |
|        | Fancesa                  | Campeón ACHF 2013/14                         | Sucre                   | Olímpico Patria           | 30.000    |
|        | Guabirá                  | Relegado LFPB 2013/14                        | Montero                 | Gilberto Parada           | 18.000    |
|        | Oruro Royal              | Campeón AFO 2013/14                          | Oruro                   | Jesús Bermúdez            | 35.000    |
|        | Quebracho                | Campeón Torneo Nacional Interprovincial 2014 | Villamontes             | Defensores de Villamontes | 5.000     |
|        | Ramiro Castillo          | Tercer lugar de la Copa Bolivia 2014         | El Alto                 | Rafael Mendoza Castellón  | 14.000    |
|        | Real Mapajo              | Campeón APF 2013/14                          | Cobija                  | Leopoldo Fernández        | 5.000     |
|        | Unión Maestranza         | Campeón AFLP 2013/14                         | Viacha                  | Rafael Mendoza Castellón  | 14.000    |
|        | Universitario del Beni   | Campeón ABF 2013/14                          | Trinidad                | Yoyo Zambrano             | 3.000     |
|        | Wilstermann Cooperativas | Campeón AFP 2013/14                          | Potosí                  | Víctor Agustín Ugarte     | 28.000    |

### Cupos por Departamento
| Departamento | Cantidad | Equipo                   |
| ------------ | -------- | ------------------------ |
| Tarija       | 3        | Ciclón                   |
| Tarija       | 3        | Atlético Bermejo         |
| Tarija       | 3        | Quebracho                |
| Santa Cruz   | 3        | Guabirá                  |
| Santa Cruz   | 3        | Destroyers               |
| Santa Cruz   | 3        | El Torno FC              |
| La Paz       | 2        | Unión Maestranza         |
| La Paz       | 2        | Ramiro Castillo          |
| Cochabamba   | 2        | Aurora                   |
| Cochabamba   | 2        | Enrique Happ             |
| Beni         | 1        | Universitario del Beni   |
| Chuquisaca   | 1        | Fancesa                  |
| Oruro        | 1        | Oruro Royal              |
| Potosí       | 1        | Wilstermann-Cooperativas |
| Pando        | 1        | Real Mapajo              |

## Fase de grupos
En esta fase se dividieron a los 15 clubes participantes en 3 grupos; Grupo A, Grupo B y Grupo C.
Los 9 campeones departamentales fueron distribuidos de forma regionalizada en los 3 grupos y los 6 clubes restantes fuesen ubicados mediante sorteo en las 3 diferentes series priorizando que queden lo más cerca posible de las sedes de sus series.
El Grupo A estuvo compuesto por los campeones departamentales de Santa Cruz, Beni y Pando.
El Grupo B estuvo compuesto por los campeones departamentales de Cochabamba, La Paz y Oruro.
El Grupo C estuvo compuesto por los campeones departamentales de Tarija, Chuquisaca y Potosí.

### Grupo A
| Pos | Equipo                 | Pts | PJ | G | E | P | GF | GC | Dif |
| --- | ---------------------- | --- | -- | - | - | - | -- | -- | --- |
| 1º  | Guabirá                | 17  | 8  | 5 | 2 | 1 | 17 | 6  | 11  |
| 2º  | Destroyers             | 15  | 8  | 4 | 3 | 1 | 22 | 5  | 17  |
| 3º  | Universitario del Beni | 14  | 8  | 4 | 2 | 2 | 12 | 10 | 2   |
| 4º  | El Torno FC            | 10  | 8  | 3 | 1 | 4 | 18 | 14 | 4   |
| 5º  | Real Mapajo            | 0   | 8  | 0 | 0 | 8 | 2  | 36 | -34 |

Pts = Puntos; PJ = Partidos Jugados; G = Partidos Ganados; E = Partidos Empatados; P = Partidos Perdidos; GF = Goles Anotados; GC = Goles Recibidos; Dif = Diferencia de gol
|  | Clasificados al Hexagonal Final. |

#### Resultados
| Local / Visita         | DES | ELT | GUA | RMA | UNI |
| ---------------------- | --- | --- | --- | --- | --- |
| Destroyers             |     | 3–2 | 0–0 | 8–0 | 3–0 |
| El Torno FC            | 2–1 |     | 1–2 | 6–0 | 1–1 |
| Guabirá                | 0–0 | 4–1 |     | 5–0 | 3–1 |
| Real Mapajo            | 0–6 | 2–5 | 0–1 |     | 0–2 |
| Universitario del Beni | 1–1 | 1–0 | 3–2 | 3–0 |     |

#### Fixture
| Guabirá                | 5 - 0 | Real Mapajo | Gilberto Parada | 19 de octubre | 17:00 |
| Universitario del Beni | 1 - 1 | Destroyers  | Yoyo Zambrano   | 19 de octubre | 19:00 |

| El Torno FC | 1 - 2 | Guabirá                | Municipal          | 26 de octubre | 15:30 |
| Real Mapajo | 0 - 2 | Universitario del Beni | Leopoldo Fernández | 26 de octubre | 15:30 |

| Universitario del Beni | 1 - 0 | El Torno FC | Yoyo Zambrano           | 1 de noviembre | 19:00 |
| Destroyers             | 8 - 0 | Real Mapajo | Ramón Tahuichi Aguilera | 3 de noviembre | 15:30 |

| El Torno FC | 2 - 1 | Destroyers             | Municipal       | 8 de noviembre | 15:30 |
| Guabirá     | 3 - 1 | Universitario del Beni | Gilberto Parada | 8 de noviembre | 15:30 |

| Real Mapajo | 2 - 5 | El Torno FC | Leopoldo Fernández | 15 de noviembre | 17:00 |
| Guabirá     | 0 - 0 | Destroyers  | Gilberto Parada    | 16 de noviembre | 17:00 |

| Real Mapajo | 0 - 1 | Guabirá                | Leopoldo Fernández      | 22 de noviembre | 15:30 |
| Destroyers  | 3 - 0 | Universitario del Beni | Ramón Tahuichi Aguilera | 22 de noviembre | 15:30 |

| Guabirá                | 4 - 1 | El Torno FC | Gilberto Parada | 30 de noviembre | 17:00 |
| Universitario del Beni | 3 - 0 | Real Mapajo | Yoyo Zambrano   | 30 de noviembre | W/O   |

| Real Mapajo | 0 - 6 | Destroyers             | Leopoldo Fernández | 6 de diciembre | 16:00 |
| El Torno FC | 1 - 1 | Universitario del Beni | Municipal          | 6 de diciembre | 16:00 |

| Universitario del Beni | 3 - 2 | Guabirá     | Yoyo Zambrano           | 13 de diciembre | 15:30 |
| Destroyers             | 3 - 2 | El Torno FC | Ramón Tahuichi Aguilera | 13 de diciembre | 15:30 |

| Destroyers  | 0 - 0 | Guabirá     | Ramón Tahuichi Aguilera | 20 de diciembre | 15:30 |
| El Torno FC | 6 - 0 | Real Mapajo | Municipal               | 23 de diciembre | 15:30 |

### Grupo B
| Pos | Equipo           | Pts | PJ | G | E | P | GF | GC | Dif |
| --- | ---------------- | --- | -- | - | - | - | -- | -- | --- |
| 1º  | Unión Maestranza | 19  | 8  | 6 | 1 | 1 | 16 | 7  | 9   |
| 2º  | Ramiro Castillo  | 13  | 8  | 4 | 1 | 3 | 18 | 11 | 7   |
| 3º  | Aurora           | 12  | 8  | 3 | 3 | 2 | 10 | 9  | 1   |
| 4º  | Enrique Happ     | 11  | 8  | 3 | 2 | 3 | 12 | 9  | 3   |
| 5º  | Oruro Royal      | 1   | 8  | 0 | 1 | 7 | 7  | 27 | -20 |

Pts = Puntos; PJ = Partidos Jugados; G = Partidos Ganados; E = Partidos Empatados; P = Partidos Perdidos; GF = Goles Anotados; GC = Goles Recibidos; Dif = Diferencia de gol
|  | Clasificados al Hexagonal Final. |

#### Resultados
| Local / Visita   | AUR | EHA | ORC | RCA | UMV |
| ---------------- | --- | --- | --- | --- | --- |
| Aurora           |     | 2–0 | 1–1 | 1–4 | 2–1 |
| Enrique Happ     | 0–0 |     | 3–0 | 2–1 | 2–3 |
| Oruro Royal      | 0–2 | 1–4 |     | 2–6 | 2–3 |
| Ramiro Castillo  | 2–2 | 2–1 | 3–0 |     | 0–1 |
| Unión Maestranza | 1–0 | 0–0 | 5–1 | 2–0 |     |

#### Fixture
| Unión Maestranza | 0 - 0 | Enrique Happ | Rafael Mendoza Castellón | 18 de octubre | 15:30 |
| Aurora           | 1 - 1 | Oruro Royal  | Félix Capriles           | 18 de octubre | 16:00 |

| Ramiro Castillo | 2 - 2 | Aurora           | Rafael Mendoza Castellón | 25 de octubre | 15:30 |
| Oruro Royal     | 2 - 3 | Unión Maestranza | Jesús Bermúdez           | 25 de octubre | 15:30 |

| Enrique Happ     | 3 - 0 | Oruro Royal     | Municipal                | 1 de noviembre | 15:30 |
| Unión Maestranza | 2 - 0 | Ramiro Castillo | Rafael Mendoza Castellón | 1 de noviembre | 15:30 |

| Ramiro Castillo | 2 - 1 | Enrique Happ     | Hernando Siles | 8 de noviembre | 15:30 |
| Aurora          | 2 - 1 | Unión Maestranza | Félix Capriles | 9 de noviembre | 16:00 |

| Oruro Royal  | 2 - 6 | Ramiro Castillo | Jesús Bermúdez | 15 de noviembre | 15:30 |
| Enrique Happ | 0 - 0 | Aurora          | Municipal      | 16 de noviembre | 15:30 |

| Oruro Royal  | 0 - 2 | Aurora           | Jesús Bermúdez | 23 de noviembre | 15:30 |
| Enrique Happ | 2 - 3 | Unión Maestranza | Municipal      | 23 de noviembre | 15:30 |

| Unión Maestranza | 5 - 1 | Oruro Royal     | Hernando Siles | 29 de noviembre | 15:30 |
| Aurora           | 1 - 4 | Ramiro Castillo | Félix Capriles | 30 de noviembre | 16:00 |

| Ramiro Castillo | 0 - 1 | Unión Maestranza | Hernando Siles | 6 de diciembre | 15:30 |
| Oruro Royal     | 1 - 4 | Enrique Happ     | Jesús Bermúdez | 7 de diciembre | 15:00 |

| Enrique Happ     | 2 - 1 | Ramiro Castillo | Municipal            | 13 de diciembre | 15:30 |
| Unión Maestranza | 1 - 0 | Aurora          | Complejo de Calacoto | 13 de diciembre | 15:30 |

| Ramiro Castillo | 3 - 0 | Oruro Royal  | Hernando Siles | 20 de diciembre | 15:30 |
| Aurora          | 2 - 0 | Enrique Happ | Félix Capriles | 20 de diciembre | 15:30 |

### Grupo C
| Pos | Equipo                   | Pts | PJ | G | E | P | GF | GC | Dif |
| --- | ------------------------ | --- | -- | - | - | - | -- | -- | --- |
| 1º  | Atlético Bermejo         | 22  | 8  | 7 | 1 | 0 | 26 | 6  | 20  |
| 2º  | Ciclón                   | 16  | 8  | 5 | 1 | 2 | 24 | 12 | 12  |
| 3º  | Fancesa                  | 14  | 8  | 4 | 2 | 2 | 21 | 15 | 6   |
| 4º  | Wilstermann-Cooperativas | 3   | 8  | 1 | 0 | 7 | 13 | 20 | -7  |
| 5º  | Quebracho                | 3   | 8  | 1 | 0 | 7 | 15 | 46 | -31 |

Pts = Puntos; PJ = Partidos Jugados; G = Partidos Ganados; E = Partidos Empatados; P = Partidos Perdidos; GF = Goles Anotados; GC = Goles Recibidos; Dif = Diferencia de gol
|  | Clasificados al Hexagonal Final. |

#### Resultados
| Local / Visita           | ATB | CIC | FAN | QUE | WCO |
| ------------------------ | --- | --- | --- | --- | --- |
| Atlético Bermejo         |     | 2–0 | 4–0 | 6–1 | 4–1 |
| Ciclón                   | 1–2 |     | 1–1 | 8–2 | 4–1 |
| Fancesa                  | 1–1 | 1–3 |     | 9–2 | 3–0 |
| Quebracho                | 2–5 | 2–5 | 3–4 |     | 3–1 |
| Wilstermann-Cooperativas | 0–2 | 1–2 | 1–2 | 8–0 |     |

#### Fixture
| Fancesa | 1 - 1 | Atlético Bermejo | Olímpico Patria | 18 de octubre | 15:30 |
| Ciclón  | 8 - 2 | Quebracho        | IV Centenario   | 19 de octubre | 15:30 |

| Atlético Bermejo | 2 - 0 | Ciclón                   | Fabián Tintilay           | 25 de octubre | 15:30 |
| Quebracho        | 3 - 1 | Wilstermann-Cooperativas | Defensores de Villamontes | 25 de octubre | 15:30 |

| Ciclón                   | 1 - 1 | Fancesa          | IV Centenario         | 1 de noviembre | 15:30 |
| Wilstermann-Cooperativas | 0 - 2 | Atlético Bermejo | Víctor Agustín Ugarte | 1 de noviembre | 15:30 |

| Fancesa          | 3 - 0 | Wilstermann-Cooperativas | Olímpico Patria | 8 de noviembre | 15:30 |
| Atlético Bermejo | 6 -1  | Quebracho                | Fabián Tintilay | 8 de noviembre | 15:30 |

| Quebracho                | 3 - 4 | Fancesa | Defensores de Villamontes | 16 de noviembre | 15:30 |
| Wilstermann-Cooperativas | 1 - 2 | Ciclón  | Víctor Agustín Ugarte     | 16 de noviembre | 15:30 |

| Atlético Bermejo | 4 - 0 | Fancesa | Fabián Tintilay           | 22 de noviembre | 15:30 |
| Quebracho        | 2 - 5 | Ciclón  | Defensores de Villamontes | 23 de noviembre | 15:30 |

| Wilstermann-Cooperativas | 8 - 0 | Quebracho        | Víctor Agustín Ugarte | 29 de noviembre | 15:30 |
| Ciclón                   | 1 - 2 | Atlético Bermejo | IV Centenario         | 30 de noviembre | 16:00 |

| Fancesa          | 1 - 3 | Ciclón                   | Olímpico Patria | 6 de diciembre | 15:30 |
| Atlético Bermejo | 4 - 1 | Wilstermann-Cooperativas | Fabián Tintilay | 7 de diciembre | 16:00 |

| Quebracho                | 2 - 5 | Atlético Bermejo | Defensores de Villamontes | 14 de diciembre | 15:30 |
| Wilstermann-Cooperativas | 1 - 2 | Fancesa          | Víctor Agustín Ugarte     | 14 de diciembre | 15:30 |

| Fancesa | 9 - 2 | Quebracho                | Olímpico Patria | 20 de diciembre | 15:30 |
| Ciclón  | 4 - 1 | Wilstermann-Cooperativas | IV Centenario   | 20 de diciembre | 15:30 |

## Hexagonal Final
| Pos | Equipo           | Pts | PJ | G | E | P | GF | GC | Dif |
| --- | ---------------- | --- | -- | - | - | - | -- | -- | --- |
| 1º  | Ciclón           | 21  | 10 | 6 | 3 | 1 | 21 | 12 | 9   |
| 2º  | Atlético Bermejo | 19  | 10 | 6 | 1 | 3 | 15 | 11 | 4   |
| 3º  | Guabirá          | 15  | 10 | 4 | 3 | 3 | 18 | 14 | 4   |
| 4º  | Ramiro Castillo  | 13  | 10 | 4 | 1 | 5 | 21 | 22 | -1  |
| 5º  | Destroyers       | 12  | 10 | 3 | 3 | 4 | 14 | 18 | -4  |
| 6º  | Unión Maestranza | 4   | 10 | 1 | 1 | 8 | 11 | 23 | -12 |

Pts = Puntos; PJ = Partidos Jugados; G = Partidos Ganados; E = Partidos Empatados; P = Partidos Perdidos; GF = Goles Anotados; GC = Goles Recibidos; Dif = Diferencia de gol

### Evolución de los equipos
| Equipo / Fecha   | 01 | 02 | 03 | 04 | 05 | 06 | 07 | 08 | 09 | 10 |
| ---------------- | -- | -- | -- | -- | -- | -- | -- | -- | -- | -- |
| Atlético Bermejo | 2  | 4  | 2  | 4  | 3  | 4  | 2  | 2  | 2  | 2  |
| Ciclón           | 5  | 5  | 4  | 2  | 2  | 1  | 1  | 1  | 1  | 1  |
| Destroyers       | 3  | 2  | 5  | 3  | 5  | 5  | 5  | 5  | 5  | 5  |
| Guabirá          | 4  | 2  | 1  | 1  | 1  | 2  | 3  | 3  | 3  | 3  |
| Ramiro Castillo  | 1  | 1  | 3  | 5  | 4  | 3  | 4  | 4  | 4  | 4  |
| Unión Maestranza | 6  | 6  | 6  | 6  | 6  | 6  | 6  | 6  | 6  | 6  |

### Resultados
| Local / Visita   | ATB | CIC | DES | GUA | RCA | UMV |
| ---------------- | --- | --- | --- | --- | --- | --- |
| Atlético Bermejo |     | 1–3 | 3–0 | 2–0 | 1–0 | 2–1 |
| Ciclón           | 1–2 |     | 2–0 | 1–0 | 2–1 | 3–0 |
| Destroyers       | 3–1 | 1–1 |     | 1–1 | 3–0 | 2–1 |
| Guabirá          | 2–1 | 1–1 | 2–2 |     | 4–0 | 2–1 |
| Ramiro Castillo  | 0–1 | 4–4 | 5–2 | 4–3 |     | 4–1 |
| Unión Maestranza | 1–1 | 2–3 | 2–0 | 1–3 | 1–3 |     |

### Fixture
| Ramiro Castillo | 4 - 1 | Unión Maestranza | Hernando Siles  | 21 de febrero | 15:30 |
| Ciclón          | 1 - 2 | Atlético Bermejo | IV Centenario   | 22 de febrero | 16:00 |
| Guabirá         | 2 - 2 | Destroyers       | Gilberto Parada | 22 de febrero | 17:00 |

| Ramiro Castillo | 4 - 4 | Ciclón           | Hernando Siles          | 28 de febrero | 15:30 |
| Destroyers      | 2 - 1 | Unión Maestranza | Ramón Tahuichi Aguilera | 28 de febrero | 15:30 |
| Guabirá         | 2 - 1 | Atlético Bermejo | Gilberto Parada         | 1 de marzo    | 17:00 |

| Unión Maestranza | 1 - 3 | Guabirá         | Hernando Siles  | 8 de marzo | 15:30 |
| Ciclón           | 2 - 0 | Destroyers      | IV Centenario   | 8 de marzo | 16:00 |
| Atlético Bermejo | 1 - 0 | Ramiro Castillo | Fabián Tintilay | 8 de marzo | 16:00 |

| Destroyers       | 3 - 1 | Atlético Bermejo | Ramón Tahuichi Aguilera | 14 de marzo | 15:30 |
| Guabirá          | 4 - 0 | Ramiro Castillo  | Gilberto Parada         | 15 de marzo | 15:30 |
| Unión Maestranza | 2 - 3 | Ciclón           | Hernando Siles          | 15 de marzo | 17:00 |

| Ciclón           | 1 - 0 | Guabirá          | IV Centenario   | 22 de marzo | 16:00 |
| Atlético Bermejo | 2 - 1 | Unión Maestranza | Fabián Tintilay | 22 de marzo | 16:00 |
| Ramiro Castillo  | 5 - 2 | Destroyers       | Hernando Siles  | 26 de marzo | 15:30 |

| Unión Maestranza | 1 - 3 | Ramiro Castillo | Hernando Siles          | 4 de abril | 15:30 |
| Destroyers       | 1 - 1 | Guabirá         | Ramón Tahuichi Aguilera | 4 de abril | 15:30 |
| Atlético Bermejo | 1 - 3 | Ciclón          | Fabián Tintilay         | 5 de abril | 16:00 |

| Unión Maestranza | 2 - 0 | Destroyers      | Hernando Siles  | 12 de abril | 16:00 |
| Ciclón           | 2 - 1 | Ramiro Castillo | IV Centenario   | 12 de abril | 16:00 |
| Atlético Bermejo | 2 - 0 | Guabirá         | Fabián Tintilay | 12 de abril | 16:00 |

| Destroyers      | 1 - 1 | Ciclón           | Ramón Tahuichi Aguilera | 18 de abril | 15:30 |
| Ramiro Castillo | 0 - 1 | Atlético Bermejo | Complejo de Calacoto    | 18 de abril | 15:30 |
| Guabirá         | 2 - 1 | Unión Maestranza | Gilberto Parada         | 19 de abril | 16:00 |

| Atlético Bermejo | 3 - 0 | Destroyers       | Fabián Tintilay | 25 de abril | 16:00 |
| Ramiro Castillo  | 4 - 3 | Guabirá          | Hernando Siles  | 25 de abril | 16:00 |
| Ciclón           | 3 - 0 | Unión Maestranza | IV Centenario   | 25 de abril | 16:00 |

| Destroyers       | 3 - 0 | Ramiro Castillo  | Ramón Tahuichi Aguilera | 2 de mayo | 16:00 |
| Guabirá          | 1 - 1 | Ciclón           | Gilberto Parada         | 2 de mayo | 16:00 |
| Unión Maestranza | 1 - 1 | Atlético Bermejo | Hernando Siles          | 2 de mayo | 16:00 |

## Campeón
|                   |
| Ciclón 1.º título |

## Partidos de ascenso y descenso indirecto
El subcampeón  Atlético Bermejo y Sport Boys penúltimo en la tabla promedio de la liga, se enfrentaron en partidos de ida y vuelta previo al sorteo de las localías. Al haber persistido empate jugaron un partido extra en cancha neutral. El ganador obtuvo un lugar en la temporada 2015/16.

### Atlético Bermejo - Sport Boys
| 31 de mayo de 2015, 15:30 (UTC-4) | Atlético Bermejo                                                | 3:1 (0:1) | Sport Boys           | Fabián Tintilay, Bermejo |             |
|                                   | Facundo Yáñez 47' · Limbert Méndez 50' · Uellington Martins 61' | Reporte   | Anderson Gonzaga 30' | Árbitro(s):              | Árbitro(s): |

| 4 de junio de 2015, 15:30 (UTC-4) | Sport Boys                                                                                        | 4:1 (1:0) | Atlético Bermejo       | Samuel Vaca, Warnes     |                         |
|                                   | Juan Pablo Fernández 16' · José Alfredo Castillo 50' · Alejandro Gómez 66' · Anderson Gonzaga 71' | Reporte   | Uellington Martins 87' | Árbitro(s): José Jordán | Árbitro(s): José Jordán |

Desempate
| 7 de junio de 2015, 15:30 (UTC-4) | Atlético Bermejo | 0:2 (0:0) | Sport Boys                            | Félix Capriles, Cochabamba  |                             |
|                                   |                  | Reporte   | Marcos Ovejero 82' · Carlos Pinto 90' | Árbitro(s): Óscar Maldonado | Árbitro(s): Óscar Maldonado |

## Clasificación final
|                                                    |                                   |
| Atlético Bermejo (Se Mantiene en Segunda División) | Sport Boys (Permanece en la LFPB) |

## Goleadores
| Jugador              | Equipo                   | Goles |
| -------------------- | ------------------------ | ----- |
| Leandro Vogliotti    | Ciclón                   | 16    |
| Regis de Souza       | Ramiro Castillo          | 15    |
| Darwin Ríos          | Guabirá                  | 11    |
| Uellington Martins   | Atlético Bermejo         | 10    |
| Facundo Cayetano     | Atlético Bermejo         | 9     |
| Willians Ulloa       | Destroyers               | 8     |
| Gilbert Álvarez      | Unión Maestranza         | 8     |
| Kevin Morales        | Atlético Bermejo         | 7     |
| Juan Pablo Pérez     | Fancesa                  | 7     |
| Fernando Saucedo     | Guabirá                  | 5     |
| Ronaldo Monteiro     | Quebracho                | 5     |
| Guillermo Tórrez     | Unión Maestranza         | 5     |
| Juan Pablo Filipezuk | Wilstermann Cooperativas | 5     |